# نيوتن متر
نيوتن متر هي وحدة قياس عزم الدوران في النظام الدولي للوحدات. يرمز لها N.M أو تكتب كتابةً. هذه الوحدة تعادل الجول في الوحدات غير النظامية.
تعرف هذه الوحدة رياضياً على أنها قيمة مقدار شعاع عزم دوران قوة مقدارها نيوتن واحد مطبقة على ذراع قوة طوله متر واحد.

## عوامل التحويل
- 1 جول = 1 N·m
- 1 newton metre = 0.7375621 foot-pound force (عادة "foot-pound")
- 1 metre كيلو غرام ثقلي = 9.80665 N·m
- 1 centimetre kilogram-force = 98.0665 mN·m
- 1 foot-pound force (عادة "foot-pounds") = 1 pound-force foot (عادة "pound-feet") ≈ 1.3558 N·m
- 1 inch ounce-force = 7.0615518 mN·m
- 1 داين سنتيمتر = 10−7 N·m